# 毛奇兵营
36°04′41″N 120°20′45″E / 36.07806°N 120.34583°E
毛奇兵营（德語：Moltke-Kasernen），又译毛尔提克兵营，旧址位于中国山东省青岛市市北区登州路77号海军大院内，是驻青德军于1905-1909年间建设的一座兵营建筑群，也是德军继伊尔蒂斯兵营和俾斯麦兵营之后在青岛建设的第三座永久性兵营。整个建筑群现为青岛市文物保护单位，但目前仅余部分营房。

## 建筑历史

### 德军兵营

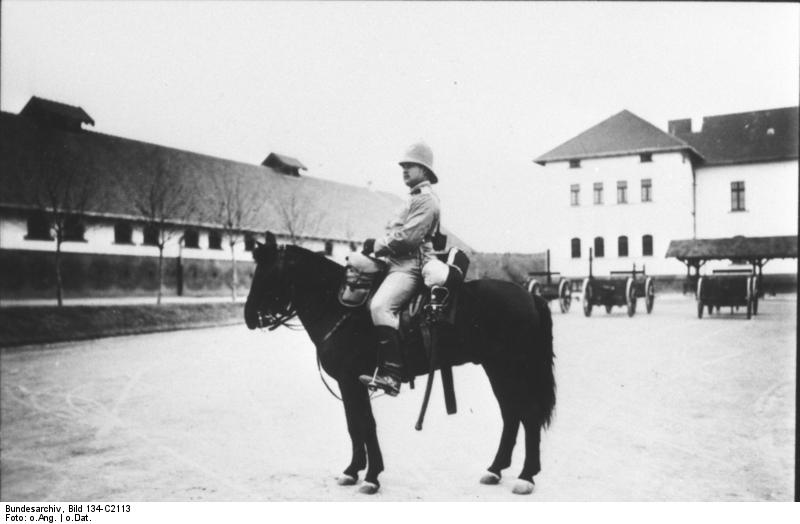
兵营中的德国骑兵

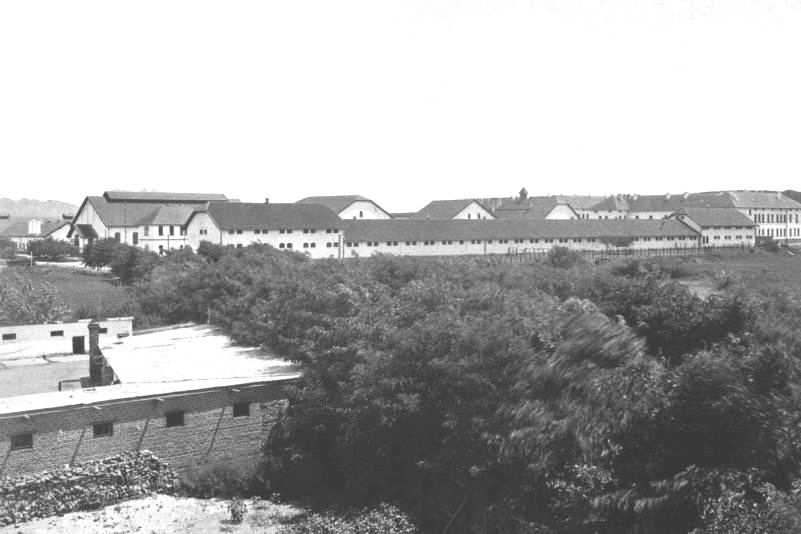
西北侧俯瞰

1897年11月14日，德军占领青岛。1898年1月26日，一批卫戍部队乘达姆施塔特号蒸汽船到达青岛，并于同年6月13日组成海军第三营（III. Seebataillon）。海军第三营到达青岛不久，便先后派兵进驻胶州、即墨、高密、沙子口等青岛周边市镇要地。义和团运动期间，第三营除赴京津地区参战部队外，其他部队负责镇压山东部分地区的义和团、稳定局势。至八国联军之役结束数年后，尚有一连驻扎胶州、五连（骑兵连）驻扎高密。
1905年，德国与清政府签订《胶高撤兵善后条款》。驻扎在胶州、高密的德军两个连于此后撤回青岛。为安置撤回的部队，胶澳总督府于1905-1906年扩建了俾斯麦兵营，并在台东镇西南侧邻近啤酒厂处修建了一座新的兵营，以安置自高密撤回青岛的第三营五连（5. Kompagnie）。兵营西侧邻近以德国名将赫尔穆特·冯·毛奇（Helmuth von Moltke）命名的毛奇山（Moltke-Berg，今贮水山），因此被命名为毛奇兵营。
兵营的建设工程由总督府建筑师舒备德（Heinrich Schubart）负责监督指导。根据1905-1906年度《胶澳租借地发展备忘录》的记载，兵营内已经有一座马厩和一所武器鞍具车间建成。同时，跑马场、一幢宿舍楼和一幢办公楼也已经开工。1906-1907年度，马场、宿舍楼、办公楼、火炮库及车库相继完成，I号营房已开工，II号营房也已着手备料的工作。至1908年10月，守卫室已建成，I号营房内部装修接近完成，II号营房的屋顶也接近完成。兵营各设施至下一年度已竣工，同时准备继续扩建，建设隔离马厩和第二座车间。兵营建成后，除了第五骑兵连外，海军第三营的机枪连和海军野战炮兵连（Feldbatterie）也相继入驻该营。

### 1914年至1938年

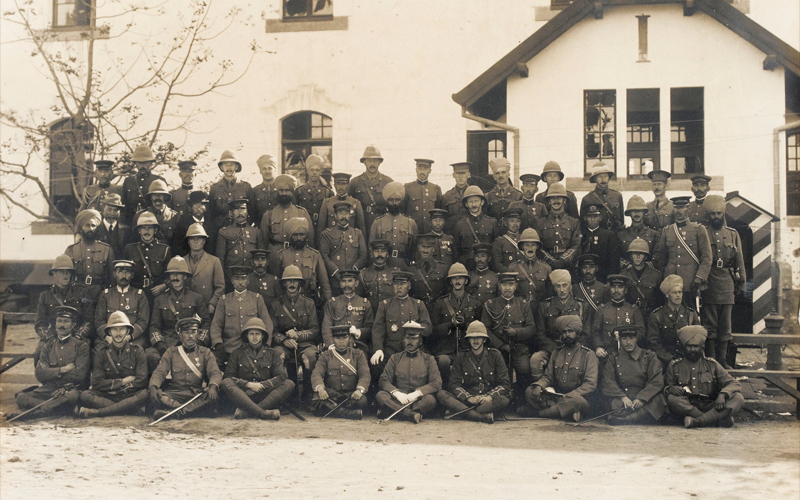
青岛战役结束后，日英联军军官在营房前合影（营房部分玻璃被炮火震碎）

1914年8月，青岛战役爆发。在德军三大兵营中，毛奇兵营与德国守军前线的五大步兵堡垒距离最近，便于战时支援，因此成为兵员中转站及前线士兵的休整场所。10月31日，日军发起总攻，毛奇兵营遭到炮火轰炸，建筑受损严重。11月7日，德军投降，日军于16日完全占领青岛。该兵营于11月20日改名为若鹤兵营（毛奇山亦改名为若鹤山），为日军所使用。
1922年12月10日，北洋政府收回青岛主权。山东各地士绅于1924年2月筹资开办的私立胶澳中学（1950年代至今为青岛一中）将该处作为校舍使用，同年10月，兵营为北洋陆军所占用，胶澳中学迁往原德军伊尔蒂斯兵营址。
1933年，沈鸿烈就任青岛市长。同年8月，沈鸿烈将其创办的葫芦岛军校迁到此地，改名青岛海军学校。1937年11月，青岛海军学校因抗战内迁。

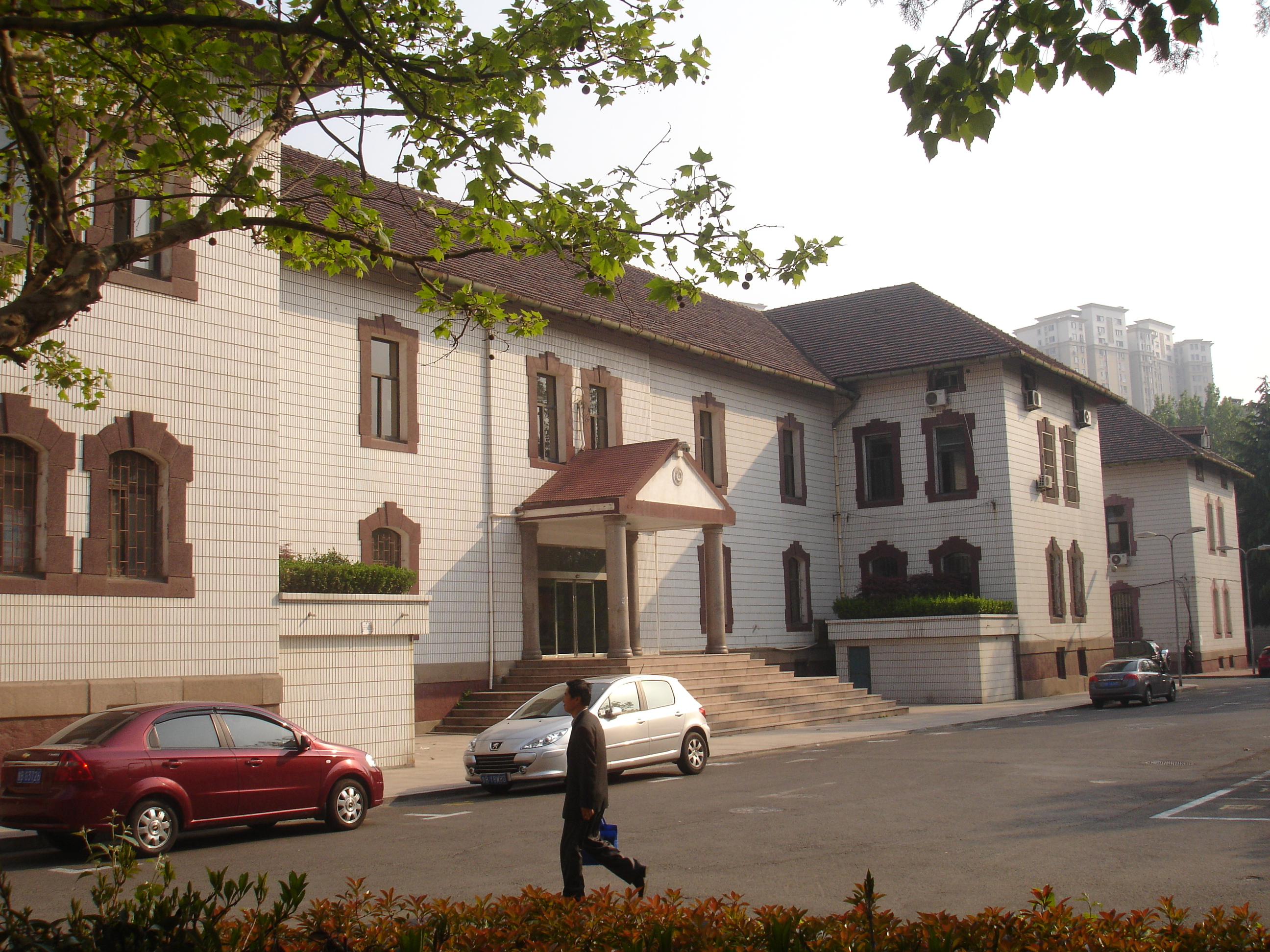
II号（左）、I号营房今貌

### 1938年后
1938年1月，日军再次占领青岛并占用兵营。1945年8月，日本投降。兵营曾先后为美国海军陆战队第六师与国军所使用。
1949年6月2日，解放军进驻青岛，毛奇兵营旧址仍为部队所使用。1950及1960年代，毛奇兵营曾先后成为多所海军院校的校址。1952年6月8日，解放军海军联合学校第二分校自南京迁至此处，后迁往湛山大路26号。1952年7月成立的海军政治干部学校亦曾设于此处。1953年3月20日，第四海军学校（后改称海军潜水艇学校）在此处成立，1954年9月迁至浮山所附近的湛流干路23号（今山东路10号）。
该址现仍为海军军产，有时被称为“登州路海军大院”或“北航大院”，部分为北海舰队航空兵后勤部队所使用。2005年，该建筑被列为青岛市文物保护单位。尽管如此，该建筑群多次被使用单位破坏，多座主要营房已被拆除。

## 建筑特色及保护状况

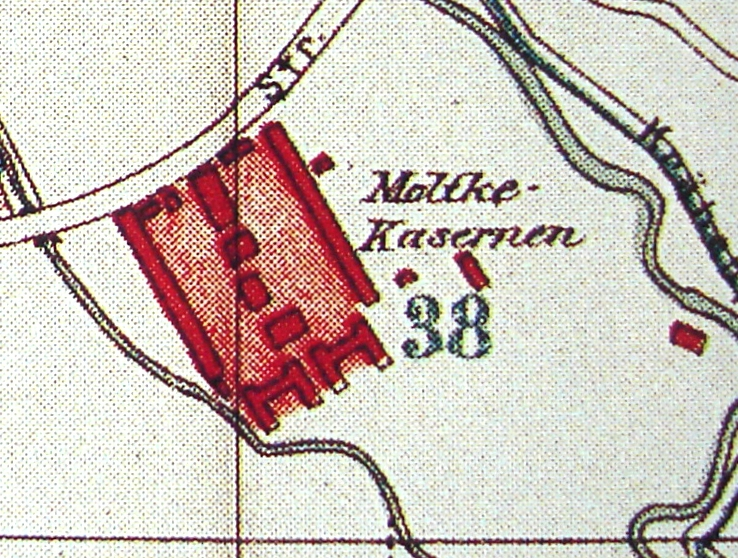
毛奇兵营各营房平面图，1910年代

初建时的毛奇兵营坐落于毛奇山（Moltke-Berg，今贮水山）东麓、伊尔蒂斯山（Iltis-Berg，今太平山）北麓，位于台东镇与啤酒厂之间，大门朝向西北，临穆勒上尉街（Hauptmann-Müller-Straße，今登州路）。整个建筑群由两座营房、一座礼堂、两座马厩及若干辅助建筑组成，大小建筑共十余栋，建筑群规模相对于俾斯麦兵营与伊尔蒂斯兵营较小。各建筑的外立面装饰风格与前两者具有极大不同，前两者外立面装饰性较强，毛奇兵营则大大简化外立面装饰，放大实用性。在前两者出现的山花、塔楼、敞廊、壁柱等装饰元素在此均未出现，而仅使用花岗岩窗套及砖拱作为装饰。
相对于其他两座兵营，毛奇兵营目前的保护状况较差。原本十余栋营房如今仅剩七栋，另有一栋残缺不全。其中位于建筑群南端的I号、II号营房外墙面均被贴上瓷砖，花岗岩石基被红色油漆覆盖，II号营房的正门也被改建，其南侧已扩建出新的建筑。北侧临登州路的一座马厩被截成两段，作为门房使用。原本作为门房的守卫室被平房包围。临登州路的礼堂南侧已被改建，其北半部分被租给临街小餐馆使用。
礼堂与I号、II号营房之间原本有三栋并排的营房，仅剩中间一栋。其中北侧一栋已于2000年被拆除改建幼儿园，南侧一栋于2011年10月30日上午被完全拆除以建造篮球场。后者被拆除时，毛奇兵营已成为市级文保单位，但年久失修。海军负责人对此表示，文物部门将毛奇兵营列入文保单位并未经过军方同意。由于涉及军产，本地主流媒体均不敢报导此事。
兵营东侧的长营房（可能为马厩）原为单层，现已扩建为双层。西侧长营房（可能为马厩）北端已于1990年代拆除建居民楼，南端已面目全非。2015年9月10日，西侧长营房中段被发现正在拆除，该址现残留营房南端，中段仅剩一小段房屋、一侧墙壁和碎砖瓦。

## 毛奇营房

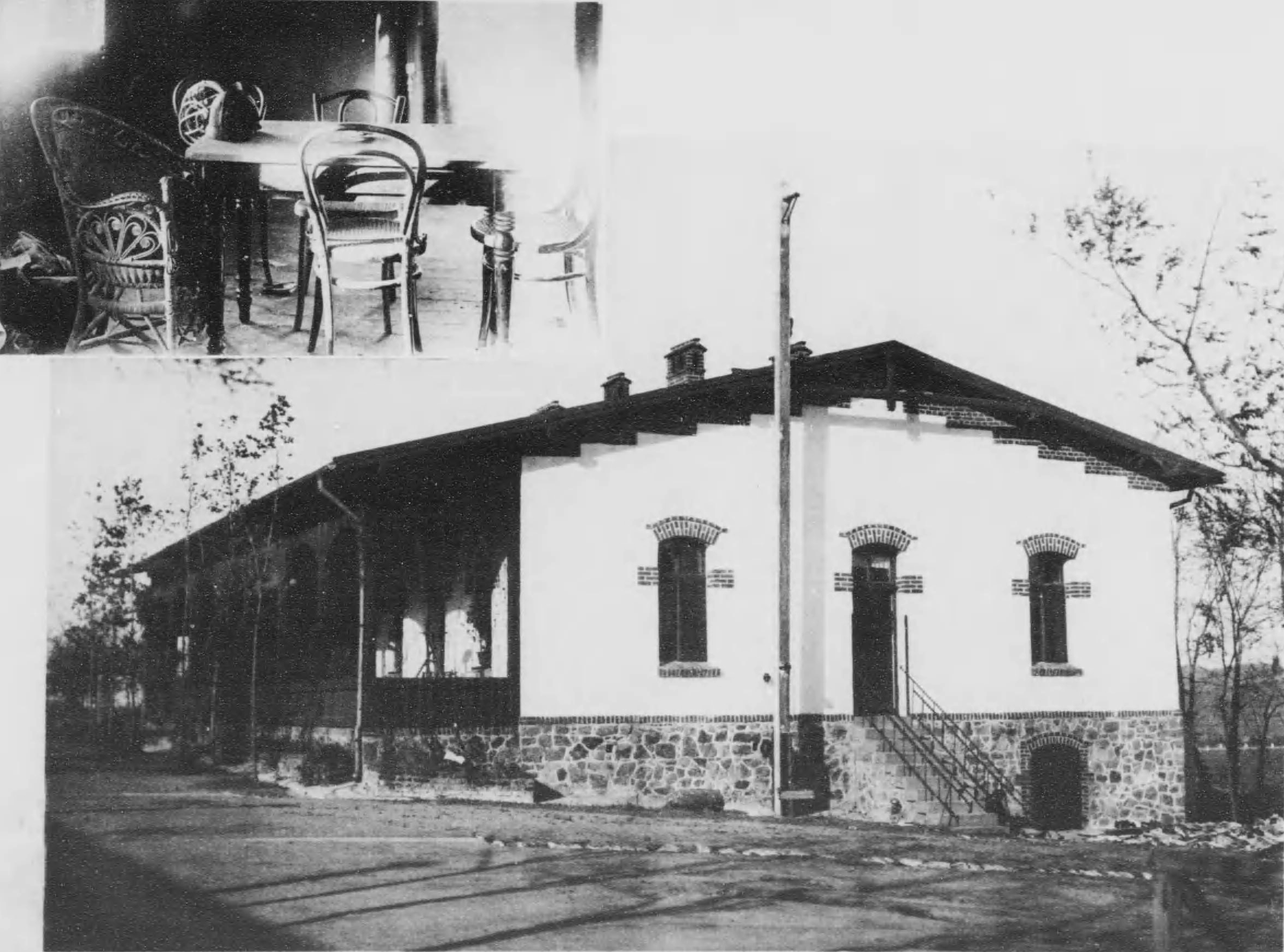
日德双方指挥官会面处

毛奇营房（Moltke-Baracken）位于贮水山东坡，毛奇兵营及啤酒厂以西，原址在今登州路38号青岛大学医学院松山路校区及登州路44号青岛市盲校。该建筑群大部分为一些临时平房，自1899年便已存在，但早期没有特定名称，在地图上仅以“临时棚屋”（Baracken）标注。后亦冠以“毛奇”之称。该营房曾为海军第三营工兵连驻地。1914年11月10日，胶澳总督府末代总督麦维德与日军司令官神尾光臣中将在此会面。该营房后改名为“若鹤厂舍”，日军临时铁道联队第三大队驻扎于此，同时在此设立临时俘虏收容所。1932年，青岛市政府利用营房南端部分房屋开设青岛盲童学校，即今青岛市盲校的前身。1940年代，该建筑群大部分建筑拆除，原址建设青岛第三日本国民学校。青岛市盲校校舍内的部分德占时期营房建筑保存至1949年后，现亦已不存。